# 哈瑟爾巴赫河 (達爾克河支流)
51°54′43″N 8°29′56″E / 51.91194°N 8.49889°E
哈瑟爾巴赫河（德語：Hasselbach），是德國的河流，位於該國西部，處於北萊茵-威斯特法倫州，屬於達爾克河的右支流，河道全長6.3公里，流域面積11平方公里。